# Вулиця Молоткова (Черкаси)
Ву́лиця Молотко́ва — вулиця в Черкасах.

## Розташування
Починається від вулиці Пастерівської і простягається на південний схід до вулиці Різдвяної.

## Опис
Вулиця неширока, не асфальтована.

## Походження назви
Вулиця утворена в 1947 році і названа на честь Володимира Молоткова, Героя Радянського Союзу.

## Будівлі
Ліва сторона вулиці до провулка Жуковського забудована приватними будинками.